# Edgar Feuchtwanger
Edgar Joseph Feuchtwanger (Monaco di Baviera, 28 settembre 1924) è uno storico tedesco-britannico, coautore tra l'altro di un libro con il giornalista francese Bertil Scali in cui descrive i suoi incontri infantili con Hitler intitolato Hitler, mon voisin: Souvenirs d'un enfant juif. Nel 2015 ha pubblicato un'autobiografia in cui descrive le sue esperienze durante il "Terzo Reich" e gli anni del dopoguerra, intitolata I Was Hitler's Neighbor.
Feuchtwanger è stato nominato Ufficiale dell'Ordine dell'Impero Britannico (OBE) nel New Year Honours 2021 per i servizi alla comprensione e alla storia anglo-tedesca.

## Biografia
Nato a Monaco di Baviera, Feuchtwanger è il figlio di Erna Rosina (nata Rheinstrom) e dell'avvocato, docente e autore Ludwig Feuchtwanger. È anche nipote del romanziere e drammaturgo Lion Feuchtwanger, un critico vocale di Hitler e dei nazisti. La sua famiglia è ebrea. Da bambino viveva con la famiglia a Monaco, vicino alla residenza privata di Adolf Hitler in Grillparzer Strasse.  Dal 1935 al 1938 frequentò il Maximiliansgymnasium nella sua città natale.
Feuchtwanger aveva 14 anni quando la Gestapo arrestò suo padre il 10 novembre 1938, nell'ambito del pogrom coordinato noto come Kristallnacht (Notte dei cristalli), che comprendeva la detenzione di 30.000 ebrei in Germania e Austria, la morte di 91 persone e il saccheggio diffuso di negozi di proprietà ebraica e sinagoghe. Il padre di Edgar, Ludwig, fu poi imprigionato nel campo di concentramento di Dachau e rilasciato sei settimane dopo.
A quel punto la famiglia prese in considerazione l'idea di trasferirsi. Respinsero la Palestina e Praga  e alla fine riuscirono a ottenere i visti d'ingresso in Gran Bretagna; nel febbraio 1939 Edgar salì su un treno diretto a Londra. Suo padre lo accompagnò fino al confine olandese, quindi tornò in Germania per finire i preparativi per lui e sua moglie. Nel maggio di quell'anno la famiglia si riunì in Inghilterra. Dal 1944 al 1947, Edgar studiò al Magdalene College di Cambridge, dove conseguì la laurea nel 1948. Dal 1959 insegnò storia all'Università di Southampton, fino al suo pensionamento nel 1989. Nel 2003, fu premiato con la Croce Federale al Merito.
È autore di diverse biografie, su Disraeli, Gladstone, Bismarck, la regina Vittoria e il principe Alberto, e lavora sulla Germania dal 1850 fino al periodo nazista, nonché sulla storia del Regno Unito.
Nel 2003 Edgar Feuchtwanger è stato insignito dell'Ordine al merito della Repubblica federale di Germania.
Nel 2012, Feuchtwanger fu coautore di un libro con il giornalista francese Bertil Scali in cui parla dei suoi incontri infantili con Hitler.  Intitolato Hitler, mon voisin: Souvenirs d'un enfant juif,  è stato pubblicato in inglese negli Stati Uniti come Hitler, My Neighbor nel 2017. Nel 2013 FeuchtwangerHa ha partecipato alle riprese di un reportage dal titolo omonimo che racconta i suoi primi anni nella città tedesca e la sua osservazione dell'ascesa del nazismo. Nel 2015 ha anche pubblicato un'autobiografia in cui descrive le sue esperienze durante il "Terzo Reich" e gli anni del dopoguerra.
Feuchtwanger è stato nominato Ufficiale dell'Ordine dell'Impero Britannico (OBE) nel New Year Honours 2021 per i servizi alla comprensione e alla storia anglo-tedesca.

## Opere
- Gladstone, Londra, 1975
- Air power in the next generation, Londra, 1979 ISBN 0-333-23609-2
- The Soviet Union and the Third World, con Peter Nailor, Londra, 1981 ISBN 0-333-28736-3
- Democracy and empire: Britain, 1865-1914, Londra, 1985 ISBN 0-7131-6161-2, ISBN 0-7131-6162-0
- From Weimar to Hitler: Germany, 1918-33, ed. Palgrave, 1995 ISBN 0333641523
- Hitler's Germany, con Jane Jenkins, ed. John Murray, 2000 ISBN 0719585546
- Disraeli, Democracy and the Tory Party, Oxford University Press, 1968
- Disraeli, ed. Bloomsbury, 2000 ISBN 0340719095
- Imperial Germany, 1850-1918, ed. Routledge, 2001 ISBN 0415207894
- Bismarck, ed. Routledge, 2002 ISBN 0415216141
- Königin Viktoria und ihre Zeit, con Christian Müller, Muster-Schmidt Verlag, 2004
- Albert and Victoria: The Rise and Fall of the House of Saxe-Coburg-Gotha, ed. Continuum International Publishing Group, 2006 ISBN 1852854618
- Hitler, mon voisin: Souvenirs d'un enfant juif, con Bertil Scali, Michel Lafon, 2013 ISBN 978-2749917672

## Documentario
- Hitler mon voisin, documentario (90 minuti) scritto e realizzato da Bertil Scali[18] e François Bordes, diffuso il 24 gennaio 2013 su Planète +.[15]